# Марашешти (Мехединци)
Марашешти (рум. Mărășești) насеље је у Румунији у жупанији Мехединци у граду Баја де Арама. Место се налази на надморској висини од 333 m.

## Становништво
Према подацима из 2002. године у насељу је живело 930 становника, од којих су сви румунске националности.